# Pargarutan (Sorkam)
Pargarutan is een bestuurslaag in het regentschap Tapanuli Tengah van de provincie Noord-Sumatra, Indonesië. Pargarutan telt 1791 inwoners (volkstelling 2010).